# جک و سارا
جک و سارا (به انگلیسی: Jack and Sarah) فیلمی محصول سال ۱۹۹۵ و به کارگردانی تیم سولیوان است. در این فیلم بازیگرانی همچون ریچارد ئی. گرانت، سامانتا ماتیس، جودی دنچ، ایان مک‌کلن، آیلین اتکینز، شرلی لانگی و ایموجن استابس ایفای نقش کرده‌اند.